# Álvar García de Santa María
Álvar García de Santa María (Burgos, 1370/1373 - 21 de marzo de 1460) fue cronista, consejero real, regidor y escribano de cámara español de ascendencia judía. Cuando solo contaba con veintidós años, fue nombrado por Fernando I de Aragón consejero real y cronista del reino de Castilla.
Su contribución en la literatura medieval fue importante por formar parte de la redacción de la Crónica de Juan II de Castilla. El historiador Juan de Mata Carriazo afirma que es “el texto más importante de la historiografía castellana del siglo XV y una de las historias más minuciosas e informativas de todos los tiempos”.
Fue miembro de una poderosa familia judía castellana, los Leví, que tras la conversión cambiaron su apellido por García Santa María.

## Biografía
Nacido en Burgos, era hijo del judío Simeón ha-Levi, recaudador de impuestos. Se desconocen muchos datos de su infancia. Su hermano mayor, el rabino mayor Pablo García de Santa María, lo guio a la conversión  a la religión cristiana junto a sus propios hijos, hacia el año 1390 cuando se produjeron asaltos a las juderías. Su cuñada se negó a convertirse, y su hermano se divorció de ella. Ambos hermanos mantendrán una relación muy unida hasta el fallecimiento de Pablo. También tendrá mucha relación con sus sobrinos con quienes era cercano en edad, Gonzalo de Santa María (1379-1448), obispo de Gerona, Astorga, Plasencia, y Sigüenza; María; Alfonso de Cartagena (1384-1456) quién fue obispo de Burgos; Pedro (1387-1478) quien fue militar; y Álvar (1388-1440). Su sobrina-nieta Teresa de Cartagena (c. 1425-c. 1478), fue una monja y escritora, autora de dos tratados teológicos. 
Se tiene más constancia de su recorrido a partir de sus capitulaciones matrimoniales en el año 1400, cuando se casó con Marina Méndez. El matrimonio no tendrá descendencia, pero él tendrá una hija aparte, Beatriz, a la que legitimará como tal.
En el año 1403, Benedicto XIII nombró a su hermano Pablo obispo de Cartagena. Álvar se empezará a encargar de la parte administrativa de este obispado de su hermano.
En el año 1407, Fernando I será acompañado por Álvar durante las campañas militares en Andalucía y al año siguiente lo proclama como escribano de la corte real. 
En el año 1410, Álvar participó en la campaña decisiva y victoriosa de la toma de Antequera junto a Fernando I. Este suceso ratificó la gloria del infante de Castilla y le benefició a Álvar para convertirse en cronista regio.
En 1411, fue nombrado como regidor de Burgos cuyo cargo ejerció durante más de cuarenta años. En el 1412, Fernando fue nombrado rey de Aragón tras el Compromiso de Caspe. Álvar tuvo la oportunidad de formar parte del equipo de gobierno de Castilla siendo encargado del registro de la Cancillería. Después de unos años se ocuparía también de los abastecimientos de las tropas de la frontera.
En el año 1416, retomó nuevamente el cargo de administrador en el obispado de Burgos de su hermano Pablo. Su posición económica mejoró notablemente en los próximos años mediante la adquisición de tierras e inmuebles en Pampliega (Burgos). También contaba con los ingresos de la Cofradía de San Pedro y Santiago de los Caballeros de Burgos. Con la llegada al trono de Alfonso V en Aragón, hijo de Fernando de Antequera, hubo modificaciones de carácter político. Álvar fue nombrado como contador del infante Juan II de Aragón y se verá en la posición de proteger los intereses de este.
En la comisión de los regidores en Zaragoza en junio de 1425, Álvar estuvo junto a don Alfonso V para la vista de su proyecto de entrar en Castilla con el fin de liberar a su hermano, Enrique, que estaba secuestrado por don Álvaro de Luna. El 3 de septiembre de 1425, se negoció el famoso acuerdo de Torre de Arciel, considerado como el triunfo del partido aragonés que normalizaba las relaciones entre hermanos.
También fue testigo de los acontecimientos que se desarrollaron en Alcántara, en julio del año 1431. Allí don Álvaro de Luna capturó al infante Pedro y puso fin a la resistencia armada que había ejercido junto con su hermano el infante Enrique.
Álvar vivió muchas experiencias al lado de la corona de Aragón de las que sacó provecho para la redacción de la Crónica. El relato fue interrumpido en el 1435, año en el que muere su hermano Pablo. Se alejó de la política castellana durante un periodo corto. Su esposa muere en los primeros meses de 1439.
A partir del año 1440 volvió a estar presente en las tramas de la corona al lado de Juan II de Aragón.
El 24 de mayo de 1457 hizo su testamento en el que quiso que lo enterrasen en el monasterio de San Juan de Burgos. El 21 de marzo de 1460 fallece.

## Crónica de Juan II de Castilla

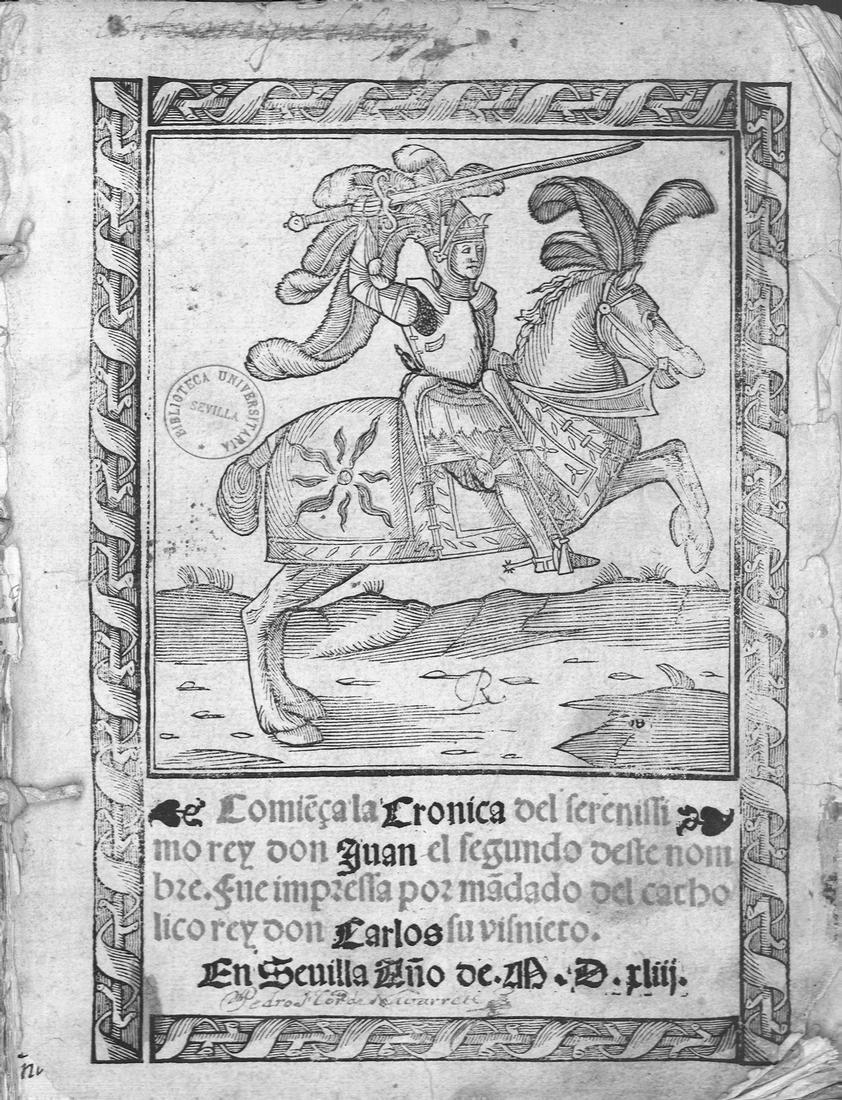
Portada de la edición de la Crónica de Juan II (Sevilla, 1543).

Don Álvar García fue elegido por el regente don Fernando I de Aragón para continuar las crónicas reales que se encontraban interrumpidas desde el año 1395, en que Pero López de Ayala termina su labor como cronista para dedicarse al estudio y a las letras. En su análisis historiográfico Fernando Gómez Redondo afirma que
La crónica real, concebida como continuación del tronco cronístico que impulsara Alfonso X, se convierte en manos de don Álvar en un concienzudo relato de la vida cortesana y militar, en un minucioso registro de datos y de noticias, de documentos y de conversiones que el cronista, por la disposición relevante que ocupa en ese marco social, ha podido reunir y ha logrado saber
Para la reanudación de la crónica, Álvar consiguió tener acceso a un original con materiales suplementarios como cuadernillos, cartas y notas. Sin embargo, los estudios crónicos posteriores afirman que la crónica fue manipulada y contaminada por varios autores.
En el año 1517, en Logroño se imprimió la obra con un prefacio escrito por el cronista Lorenzo Galíndez donde el autor explica la profunda transformación sufrida en la obra por los materiales que habían llegado a él. Como consecuencia de las negligencias y las detenciones que tuvo la crónica, se había producido ya una refundición.

### Partes según la autoría
Lorenzo Galíndez hace todo lo posible para organizar la obra y procede a enumerarla en partes:
En la primera parte, reconoce la autoría de Álvar desde el año 1406 hasta 1420. Aquí, don Álvar, se limita a registrar los hechos militares y políticos protagonizados por el regente Fernando I de Antequera.
En la segunda parte, que iría desde el 1420 hasta 1435, señala que el protagonista es don Álvaro de la Luna, incluso su presencia supera a la del rey. Según Fernando Gómez Redondo, Juan de Mena podría serlo porque escribió mucho sobre él alardeando de su nobleza durante aquella época.
Desde el año 1435 en adelante, Galíndez cuenta con otras redacciones cronísticas, pero nada de ello le sirve como tronco de la verdadera crónica. La autoría de la obra forma parte de una polémica en la que tanto historiadores como filólogos se han visto involucrados desde mediados del siglo XX. Por lo tanto, existen argumentos diferentes entre los estudiosos de la crónica.
Según Rafael Beltrán, la invalidez del texto como original ya había sido puesta de manifiesto por Inez Macdonald en el año 1941, cuya afirmación fue apoyada por Sánchez Alonso unos años después en el 1947 y por Cantera Burgos en el 1952. Sin embargo, solo Carriazo en el año 1952 propuso la restitución completa del texto del cronista real. Por otro lado, Lore Terracini en el año 1961 alzó una voz solitaria en pro de la coherencia de Galíndez y da la posibilidad de que Pérez de Guzmán o algún otro historiador fuera el responsable de la refundición

### Manuscritos originales y copias
De la primera parte (1406-1420) se conservan tres copias de un manuscrito original perdido. Dos se encuentran en España en la Biblioteca Capitular y Colombina de Sevilla y en la Biblioteca de la Real Academia de la Historia en Madrid. La última copia se  custodia en la Bibliothèque Nationale de France (París).
De la segunda parte (1420-1434) existe un original y una copia.  El primero está en la Biblioteca del Monasterio de El Escorial y el otro en la Biblioteca Nacional de España; ambos se encuentran en la comunidad de Madrid. 